# Face it alone
«Face It Alone» es una canción del grupo de rock británico Queen, grabada durante las sesiones del álbum The Miracle pero que finalmente no fue seleccionada para la edición del año 1989. La canción fue publicada el 13 de octubre de 2022 como sencillo, y desde el 18 de noviembre del mismo año forma parte de la edición coleccionista de The Miracle titulada “The Miracle (Collector's Edition)”.

## Historia y grabación
La banda británica grabó esta canción, que tiene una duración de 4 minutos y 7 segundos, durante las sesiones del año 1988 para el disco The Miracle, que se editó al año siguiente. Es una de las seis canciones grabadas y que, sin embargo, no fueron incluidas en el long play. El tema fue compuesto por Freddie Mercury, dos años antes de su muerte. Fue grabada entre Londres y Suiza.
La canción está en tonalidad menor, comenzando con un riff de guitarra y contando con una letra solemne.

## Recuperación y publicación
La primera mención a la canción fue hecha por el guitarrista Brian May y el baterista Roger Taylor, durante una entrevista a la BBC Radio en 2022. En dicha ocasión manifestaron que el tema sería editado en una reedición del álbum del grupo, The Miracle.

Nos habíamos olvidado un poco de esa canción. Pero allí estaba. Es una pequeña joya de Freddie. Es maravillosa, un auténtico descubrimiento. Es una canción muy apasionada.
Roger Taylor

Inicialmente la banda creía que no se podría recuperar la canción; no obstante, el equipo de ingeniería consiguió salvarla.
La canción fue publicada el 13 de octubre de 2022 en diversas plataformas digitales, como parte de la promoción de la edición para coleccionistas The Miracle (Collector's Edition). Es la primera canción nueva e inédita de la banda en más de ocho años. En noviembre de ese año, fue lanzada una edición en vinilo de siete pulgadas.
Días antes de sacar la canción, activaron un contador hasta que "Face It Alone" saliera.

## Créditos
- Freddie Mercury - voz principal y coros, sintetizador
- Brian May - guitarra eléctrica
- Roger Taylor - batería, percusión
- John Deacon - bajo

## Posicionamiento
| Gráfica (2022)                           | Pico de posición |
| ---------------------------------------- | ---------------- |
| Bélgica (Valonia) (Ultratop 50 Singles)  | 900              |
| Hungría (Single Top 40)                  | 12               |
| Japón (Billboard Japan Hot Overseas)     | 13               |
| Nueva Zelanda (Recorded Music NZ)        | 17               |
| Países Bajos (Single Tip)                | 1                |
| Reino Unido (UK Singles Chart)           | 90               |
| Reino Unido (UK Singles Downloads Chart) | 4                |
| Suecia (Sverigetopplistan)               | 17               |
| Suiza (Schweizer Hitparade)              | 26               |